# يوشيكازو إيوانامي
يوشيكازو إيوانامي (岩浪美和 إيوانامي يوشيكازو) هو مخرج صوت ياباني ولد في 19 مايو 1962 في يوكوهاما, كاناغاوا.

## أعماله في الأنمي

### مسلسلات أنمي تلفزيونية
- السباق الكبير
- جنود السايبورغ
- ماهوروماتيك
- المعركة الأخيرة
- ساموراي ديبر كيو
- ترانسفورمرز أرمادا
- ترانسفورمرز إينرجون
- غاكوين أليس
- بلاستر
- زومبي-لون
- رنتال ماجيكا
- باكانو!
- دورارارا!!
- دورارارا!! ×2 المقدمة
- دورارارا!! ×2 المنتصف
- دورارارا!! ×2 الخاتمة
- كتاب أصدقاء ناتسومي
- أميرة القناديل
- سنغوكو باسارا
- سنغوكو باسارا تو
- مغامرة جوجو الغريبة
- مغامرة جوجو الغريبة: ستارداست كروسيدرز
- مغامرة جوجو الغريبة: الماس لا ينكسر
- مغامرة جوجو الغريبة: الرياح الذهبية
- سر هاروكا نوغيزاكا
- سلايرز ريفولوشن
- سلايرز إيفولوشن-آر
- ريجيوس المدرعة
- أسطورة الأبطال الأسطوريين
- كامينوميزو شيرو سيكاي
- كامينوميزو شيرو سيكاي 2
- كامينوميزو شيرو سيكاي فصل الحارسات
- هاكوؤكي
- هاكوؤكي: الدم الأزرق
- آخر (رواية)
- هنا و هناك
- هل هذا زومبي؟
- هل هذا زومبي؟ أوف ذا ديد
- فيت/زيرو
- فيت/ستاي نايت Unlimited Blade Works
- فيت/أبوكريفا
- فيت/غراند أوردر: الجبهة الشيطانية المطلقة بابيلونيا
- سورد آرت أونلاين
- سورد آرت أونلاين II
- سيليكتور إنفكتد ويكروس
- سيليكتور سبريد ويكروس
- لوستوريج إنسايتد ويكروس
- لوستوريج كونفليتد ويكروس
- بانتشلاين
- أبطال الزهور الستة
- ماجيك كايتو 1412
- سايكوباس
- سايكوباس 2
- أحجية الشر
- فانتسي ستار أونلاين 2 ذي أنيميشن
- البلدة في غيابي
- كيوس دراغون: حرب التنين الأحمر
- فرسان سيدونيا
- فرسان سيدونيا: معركة الكوكب التاسع
- كيل لا كيل
- بلود سي
- وتش كرافت ووركس
- البركة لهذا العالم الرائع!
- البركة لهذا العالم الرائع! 2
- فلايينغ ويتش
- توكيميكي ميموريال: أونلي لاف
- لعبة الجوكر
- ريغاليا: ذا ثري سيكريد ستارز
- تابو تاتو
- بيرسيرك (2016)
- ماجيكيون! رينيسانس
- ملحمة تانيا الآثمة
- مباحث معجزات الفاتيكان
- دايف!!
- أتوم ذا بيغينينغ
- برنسس برنسبل
- أليس و زوروكو
- رحلة العجائب 24
- رحلة العجائب: ثأر الأشرار الثلاثة
- هاكاتا تونكوتسو رامنز
- كابتن ماجد (2018)
- بلانيت ويث
- إنجلز أوف ديث
- ون بنتش مان (الموسم الثاني)
- ملحمة غرانكريست
- المشاغب لا يحلم عن فتاة الأرنب سينباي

### أنمي الإنترنت
- إيسيكاي إيزاكايا نوبو

### أوفا أنمي
- كامينوميزو شيرو سيكاي فصل تنري

### أفلام أنمي
- سنغوكو باسارا: ذا لاست بارتي
- سيليكتور دستراكتد ويكروس
- فيلم سورد آرت أونلاين: أوردينال سكيل
- باتمان النينجا
- هيومان لوست: لم يعد بشرا

## أعماله في الدبلجة اليابانية
- ترانسفورمرز أنيميتد
- ترانسفورمرز: برايم

## وصلات خارجية
- صفحة IMDb